# Stefan Rajski
Stefan Rajski (Rayski) herbu Jelita (zm. 1813) – komisarz porządkowy brzeskolitewski w insurekcji kościuszkowskiej, podkomorzy kobryński w 1793 roku, członek Zgromadzenia Przyjaciół Konstytucji Rządowej, pułkownik wojsk litewskich, pułkownik wojsk rosyjskich w 1791 roku, marszałek powiatu brzeskiego w latach 1798–1809.